# Kedgeree

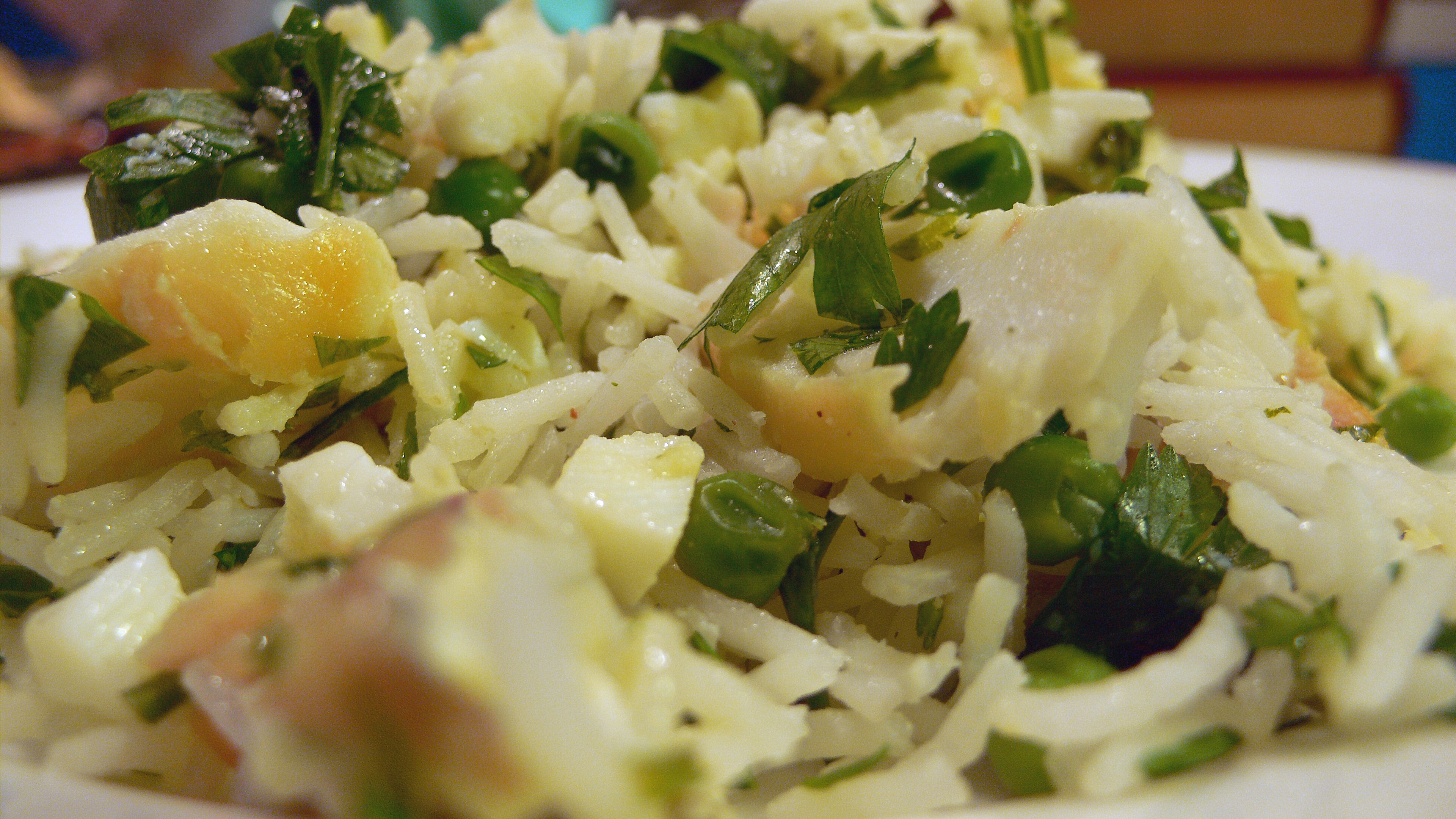
Kedgeree.

Kedgeree (ocasionalmente se denomina, o se escribe, también como kitcherie, kitchari o incluso como kitchiri) es un plato popular de la cocina inglesa. Se compone principalmente de pescado la mayoría de las veces ahumado de la variedad eglefino o anón, (pez parecido al bacalao), en inglés Haddock, arroz hervido, huevo y mantequilla. Ocasionalmente cortado en pedacitos o acompañado de salmón; hoy en día se sirve condimentado con curry, cúrcuma y cilantro y nata o yogur.

## Usos
Se suele servir a veces como un plato de desayuno. Los ingleses denominan "brunch" al desayuno tardío y copioso o bien almuerzo temprano, generalmente en días no laborables. Palabra compuesta de "breakfast" y "lunch".